# WNBA Finals
Le WNBA Finals sono l'evento conclusivo del campionato della Women's National Basketball Association, la lega professionistica femminile di pallacanestro degli Stati Uniti d'America.
Si giocano agli inizi di settembre, tra le due squadre vincitrici la Eastern Conference e della Western Conference. Le finali vengono giocate al termine dei Playoff WNBA.
Nella stagione inaugurale il trofeo venne assegnato disputando una partita unica. In seguito all'inserimento di altre due squadre e successiva riorganizzazione delle squadre in conference nel 1998, venne adottata la formula al "meglio delle tre", in cui chi vinceva due partite delle tre in programma era la vincitrice del trofeo. Nel 2005 venne adottata la forma attuale al "meglio delle cinque".

## Albo d'oro delle WNBA Finals
| Stagione      | Vincitrice          | Serie | Finalista                | MVP delle Finali                     |
| 1997 dettagli | Houston Comets      | 1-0   | New York Liberty         | Cynthia Cooper Houston Comets        |
| 1998 dettagli | Houston Comets      | 2-1   | Phoenix Mercury          | Cynthia Cooper Houston Comets        |
| 1999 dettagli | Houston Comets      | 2-1   | New York Liberty         | Cynthia Cooper Houston Comets        |
| 2000 dettagli | Houston Comets      | 2-0   | New York Liberty         | Cynthia Cooper Houston Comets        |
| 2001 dettagli | Los Angeles Sparks  | 2-0   | Charlotte Sting          | Lisa Leslie Los Angeles Sparks       |
| 2002 dettagli | Los Angeles Sparks  | 2-0   | New York Liberty         | Lisa Leslie Los Angeles Sparks       |
| 2003 dettagli | Detroit Shock       | 2-1   | Los Angeles Sparks       | Ruth Riley Detroit Shock             |
| 2004 dettagli | Seattle Storm       | 2-1   | Connecticut Sun          | Betty Lennox Seattle Storm           |
| 2005 dettagli | Sacramento Monarchs | 3-1   | Connecticut Sun          | Yolanda Griffith Sacramento Monarchs |
| 2006 dettagli | Detroit Shock       | 3-2   | Sacramento Monarchs      | Deanna Nolan Detroit Shock           |
| 2007 dettagli | Phoenix Mercury     | 3-2   | Detroit Shock            | Cappie Pondexter Phoenix Mercury     |
| 2008 dettagli | Detroit Shock       | 3-0   | San Antonio Silver Stars | Katie Smith Detroit Shock            |
| 2009 dettagli | Phoenix Mercury     | 3-2   | Indiana Fever            | Diana Taurasi Phoenix Mercury        |
| 2010 dettagli | Seattle Storm       | 3-0   | Atlanta Dream            | Lauren Jackson Seattle Storm         |
| 2011 dettagli | Minnesota Lynx      | 3-0   | Atlanta Dream            | Seimone Augustus Minnesota Lynx      |
| 2012 dettagli | Indiana Fever       | 3-1   | Minnesota Lynx           | Tamika Catchings Indiana Fever       |
| 2013 dettagli | Minnesota Lynx      | 3-0   | Atlanta Dream            | Maya Moore Minnesota Lynx            |
| 2014 dettagli | Phoenix Mercury     | 3-0   | Chicago Sky              | Diana Taurasi Phoenix Mercury        |
| 2015 dettagli | Minnesota Lynx      | 3-2   | Indiana Fever            | Sylvia Fowles Minesota Lynx          |
| 2016 dettagli | Los Angeles Sparks  | 3-2   | Minnesota Lynx           | Candace Parker Los Angeles Sparks    |
| 2017 dettagli | Minnesota Lynx      | 3-2   | Los Angeles Sparks       | Sylvia Fowles Minesota Lynx          |
| 2018 dettagli | Seattle Storm       | 3-0   | Washington Mystics       | Breanna Stewart Seattle Storm        |
| 2019 dettagli | Washington Mystics  | 3–2   | Connecticut Sun          | Emma Meesseman Whashingtono Mystic   |
| 2020 dettagli | Seattle Storm       | 3–0   | Las Vegas Aces           | Breanna Stewart Seattle Storm        |
| 2021 dettagli | Chicago Sky         | 3-1   | Phoenix Mercury          | Kahleah Copper Chicago Sky           |
| 2022 dettagli | Las Vegas Aces      | 3-1   | Connecticut Sun          | Chelsea Gray Las Vegas Aces          |
| 2023          | Las Vegas Aces      | 3-1   | New York Liberty         | A'ja Wilson Las Vegas Aces           |

## Apparizioni alle WNBA Finals
Le statistiche seguenti si riferiscono alle vittorie e sconfitte delle serie, non alle gare singole vinte e perse.
| Apparizioni | Squadra                  | Vinte | Perse | Percentuali | Note                                               |
| 6           | Minnesota Lynx           | 4     | 2     | .667        |                                                    |
| 5           | Los Angeles Sparks       | 3     | 2     | .600        |                                                    |
| 5           | Phoenix Mercury          | 3     | 2     | .600        |                                                    |
| 4           | Houston Comets           | 4     | 0     | 1.000       | Squadra fallita nel 2008.                          |
| 4           | Seattle Storm            | 4     | 0     | 1.000       |                                                    |
| 4           | Detroit Shock            | 3     | 1     | .750        | Squadra ora rilocata a Dallas (Dallas Wings).      |
| 4           | New York Liberty         | 0     | 5     | .000        |                                                    |
| 4           | Connecticut Sun          | 0     | 4     | .000        |                                                    |
| 3           | Indiana Fever            | 1     | 2     | .333        |                                                    |
| 3           | San Antonio Silver Stars | 2     | 2     | .500        | Squadra ora rilocata a Las Vegas (Las Vegas Aces). |
| 3           | Atlanta Dream            | 0     | 3     | .000        |                                                    |
| 2           | Chicago Sky              | 1     | 1     | .500        |                                                    |
| 2           | Sacramento Monarchs      | 1     | 1     | .500        | Squadra fallita nel 2009.                          |
| 2           | Washington Mystics       | 1     | 1     | .500        |                                                    |
| 1           | Charlotte Sting          | 0     | 1     | .000        | Squadra fallita nel 2007.                          |